# برگتهایم
برگتهایم (به آلمانی: Bergtheim) یک شهر در آلمان است که در وورتسبورگ واقع شده‌است.